# Тихо
Тихо е добре видим ударен кратер на Луната, разположен в южните възвишения и наречен на датския астроном Тихо Брахе (1546 – 1601). Диаметърът му е около 86 km, а дълбочината – 4 800 m. В околностите му има изобилие от други кратери с различни размери, много от които се застъпват с още по-стари кратери. Някои от тях са вторични кратери, образувани от по-едри тела, изхвърлени при образуването на Тихо.